# Biharpüspöki
Biharpüspöki (románul: Episcopia Bihor, németül: Bischof Bihar, latinul: Episcopialis Biharis, más néven Váradpüspöki) hajdani település Romániában, Bihar megyében, jelenleg Nagyvárad része.

## Földrajz
Biharpüspöki Nagyvárad nyugati külvárosa.

## Történelem
Az Árpád-kori település egykorú a váradi püspökség alapításával. 1273-ban már a káptalan és a püspök birtoka volt. 1278-ban Bertalan váradi püspök és királyi biztos Lóránt erdélyi vajdával és a tiszántúli részek nemeseivel itt tartott nagygyűlést. 1360-ban a Telegdy család is részbirtokot szerez itt. 1402-ben a korabeli okiratok oppidum Pyskey néven említették. 1477-ben a Telegdyeken kívül a káptalan és a pálosok is részbirtokot szereztek a településen. 1678-ban Thököly Imre is többször tartózkodott itt. 1692-től 1848-ig Biharpüspöki ismét a nagyváradi püspökség birtoka lett.
Püspöki egykor pihenőhelye volt azoknak a Nagyváradra zarándokolóknak, akik Szent László sírját keresték fel.
A Rákóczi-szabadságharc, illetve az 1848–49-es forradalom és szabadságharc alatt a császáriak a várost teljesen felperzselték, utána évekig pusztán állt. 1849 júliusában a Bihar vármegyei népfelkelők a település alatt táboroztak.
A település középkori épületeiből a Hódosdombsor nevű utcában a 20. század elején még látható volt néhány 14. és 15. századi épület romja. Püspökihez tartozott Micskepuszta és Fácános erdő is. Micskepuszta helyén – mely a latin szertartású káptalan birtoka volt – egykor község állt.
A vasút már 1857 júliusában megérkezett a külvárosba, az év végére elért Nagyvárad főpályaudvaráig. Biharpüspöki vasútállomásáról az első vonat 1858. április 24-én indult.
1910-ben 3650 lakosából 3489 magyar, 126 román, 31 német, 3 szlovák, 1 egyéb nemzetiségű volt.

## Közlekedés

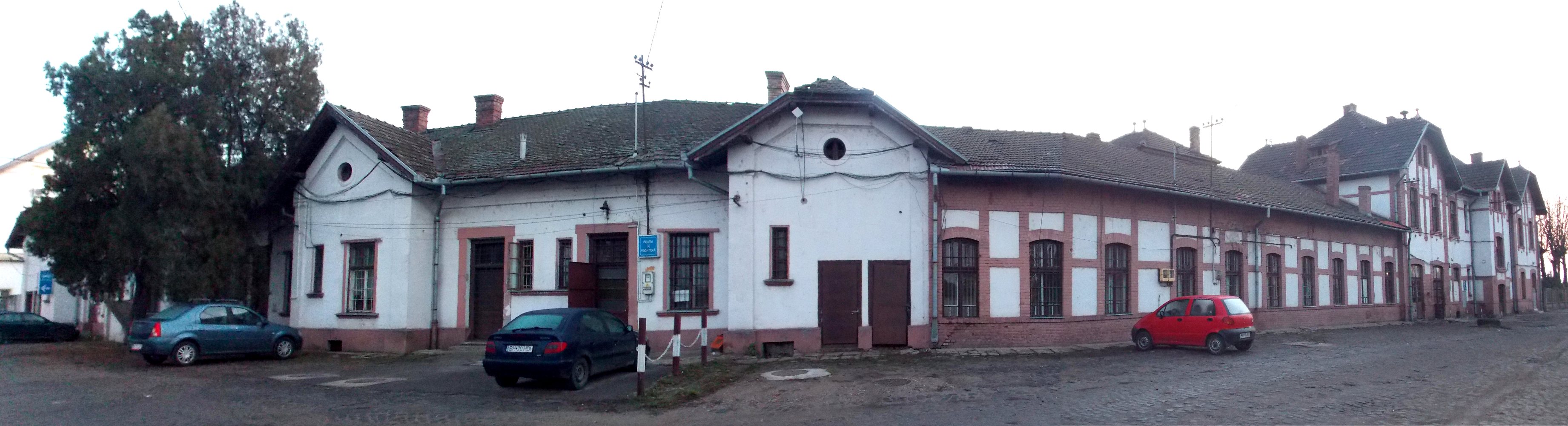
Biharpüspöki vasútállomás

Határátkelő a Püspökladány-Biharkeresztes–(Nagyvárad)-vasútvonalon, melyből itt ágazik ki észak felé a Nagyvárad–Székelyhíd–Érmihályfalva–Nagykároly–Szatmárnémeti–Halmi–Királyháza-vasútvonal.

## Nevezetességek
- Református temploma a 14. században épült. A templom belsejében látható 1716-ból báró Johann Melchior Salzer császári tábornok, nagyváradi parancsnok nejének, Ridley Mária Elisabetnek a síremléke.
- Római katolikus templomát 1896-ban Dr. Schlauch Lőrinc nagyváradi bíboros építette és szentelte fel Castel Gandolfo-i vatikáni rezidenciaként a nagyváradi püspökök részére. A sekrestyében a bejárat felett őrzik a bíboros címerét képkeretben. A templom búcsúünnepe augusztusban, Szent Lőrinc napján van. A templom stációképeit Párizsban, a majolikagyárban készítették.
- Itt helyezték örök nyugalomra 1983-ban Msgr. Dr. Hosszú László (1913–1983) nagyváradi ordináriust, messzesmenti c. apátot, nyugalmazott biharpüspöki plébánost a Jézus szíve oltára alá. Jelmondata: Szeressünk! Jók legyünk! Jót tegyünk!

## Híres emberek
- Hosszú László dr. (1913–1983) ordinárius, nagyváradi püspöki helynök, vikárius, a biharpüspöki római katolikus Szent Lőrinc plébániatemplom volt plébánosa (1968-1981).
- Okolicsányi János (1676–1736) megyéspüspök.